# Cheilodactylus
Cheilodactylus ist eine Gattung bodenbewohnender, zwischen Felsen lebender Meeresfische aus der Gruppe der Büschelbarschartigen (Cirrhitioidei). Es gibt zwei Arten, die beide an der Küste des südlichen Afrika vorkommen.

## Merkmale
Cheilodactylus-Arten haben einen langgestreckten, seitlich abgeflachten Körper, der vorn höher ist und zum Schwanz hin gleichmäßig abfällt. Das Maul ist klein, mit dicken Lippen versehen und endständig. Wie ihre Verwandten, die Büschelbarsche, können sie sich mit den Brustflossen, deren untere Flossenstrahlen sehr lang, verdickt und frei stehend sind, auf den Bodengrund aufstützen. Gaumenzähne und eine Schwimmblase fehlen. Die Fische haben eine einzelne lange Rückenflosse, die von 17 bis 20 Flossenstacheln und 19 bis 25 Weichstrahlen gestützt wird. Die Afterflosse hat drei Stacheln und 9 bis 11 Weichstrahlen. Von den verwandten Arten der Latridae unterscheiden sich die zwei Cheilodactylus-Arten durch die ausgefransten, an ihren Enden einfache Zirren bildenden Flossenmembranen zwischen den Flossenstacheln der Rückenflosse. Cheilodactylus-Arten können Längen von 20 (Cheilodactylus pixi) bis 30 cm (Cheilodactylus fasciatus) erreichen.

## Arten
- Cheilodactylus fasciatus Lacepède, 1803
- Cheilodactylus pixi (Smith, 1980)

## Systematik
Die Gattung Cheilodactylus wurde 1803 durch den französischen Ichthyologen Bernard Germain Lacépède eingeführt mit Cheilodactylus fasciatus als Typusart. 1850 stellte der italienische Zoologe Charles Lucien Jules Laurent Bonaparte die Familie Cheilodactylidae auf. Zur Gattung Cheilodactylus wurden bis Januar 2014 insgesamt 16 Arten gezählt und die Familie Cheilodactylidae umfasste bis zu dieser Zeit vier Gattungen, neben Cheilodactylus auch Chirodactylus, Dactylophora und Nemadactylus. Die Cheilodactylidae in dieser Zusammensetzung lassen sich morphologisch nicht von der verwandten Familie Latridae unterscheiden und Vergleiche der mitochondrialen DNA sowie der Cytochrom b-DNA ergaben, dass die zwei südafrikanischen Arten Cheilodactylus fasciatus und C. pixi sich von den übrigen Arten ihrer Gattung und Familie unterscheiden, während die anderen näher mit den Arten der Latridae verwandt sind als mit den zwei südafrikanischen Arten. Um wieder zu monophyletischen Gruppen zu kommen hat im Januar 2018 ein Team japanischer Wissenschaftler die Gattung Cheilodactylus und die Familie Cheilodactylidae auf die zwei südafrikanischen Arten beschränkt, während die übrigen Gattungen der Cheilodactylidae den Latridae zugeordnet wurden und die nicht südafrikanischen Arten von Cheilodactylus in die revalidierte Gattung Goniistius gestellt wurden, die ebenfalls den Latridae zugeordnet wurde.

## Belege
1. 1 2 3  Cheilodactylus pixi auf Fishbase.org (englisch)
2. 1 2 3  Cheilodactylus fasciatus auf Fishbase.org (englisch)
3. 1 2  Kimura, K., Imamura, H. & Kawai, T. (2018): Comparative morphology and phylogenetic systematics of the families Cheilodactylidae and Latridae (Perciformes: Cirrhitoidea), and proposal of a new classification. Zootaxa, 4536 (1): 1-72. DOI: 10.11646/zootaxa.4536.1.1.
4. ↑  Joseph S. Nelson, Terry C. Grande, Mark V. H. Wilson: Fishes of the World. Wiley, Hoboken, New Jersey, 2016, ISBN 978-1118342336.
5. ↑  Christopher P. Burridge & Adam J. Smolenski: Molecular phylogeny of the Cheilodactylidae and Latridae (Perciformes: Cirrhitoidea) with notes on taxonomy and biogeography. Molecular Phylogenetics and Evolution 30 (2004), Seite 118–127